# Synhalcurias kahakui
Espèce
Synhalcurias kahakui est une espèce de la famille des Actinernidae.

## Systématique
Le nom valide complet (avec auteur) de ce taxon est Synhalcurias kahakui Izumi & Yanagi, 2021.

## Publication originale
- (en) T. Izumi et K. Yanagi, 2021, « Description of the second species of Synhalcurias Carlgren, 1914, Synhalcurias kahakui sp. nov. (Actiniaria: Actinernidae) with redescription of S. elegans (Wassilieff, 1908) », Zootaxa, vol. 5048, n. 4, p. 561-574 (lire en ligne).